# 名古屋大学大学院人文学研究科・文学部
名古屋大学大学院人文学研究科（なごやだいがくだいがくいんじんぶんがくけんきゅうか、英称:Graduate School of Humanities）は、名古屋大学大学院に設置される研究科の一つである。また、名古屋大学文学部（なごやだいがくぶんがくぶ、英称:School of Humanities）は、名古屋大学に設置されている学部の一つである。

## 概要
1948年に旧制名古屋大学に文学部が設立され、1953年には大学院文学研究科が設置された。2017年には大学院文学研究科を、大学院国際言語文化研究科、大学院国際開発研究科国際コミュニケーション専攻と統合し、名古屋大学内の人文系研究者を集めて、大学院人文学研究科が設立された。哲学、歴史学、文学、言語学、人類学などが扱われている。

## 沿革
- 1948年 - 旧制名古屋大学に文学部を設置[1]。
- 1949年 - 新制名古屋大学文学部が発足[1]。
- 1953年 - 大学院文学研究科を設置[1]。
- 2017年 - 大学院文学研究科、大学院国際言語文化研究科、大学院国際開発研究科国際コミュニケーション専攻を統合し、大学院人文学研究科を設立[1]。

## 学科
- 人文学科
  - 入学定員125人[3]

## 著名な出身者

### 行政
- 村林弘文 - ヒューストン総領事

### マスコミ
- 北折一 - 元NHKディレクター
- 半谷進彦 - 元NHKアナウンサー
- 日比英一 - 元中部日本放送常務取締役
- 小川明子 - 元中部日本放送アナウンサー、愛知淑徳大学准教授
- 丹野みどり - 元CBCテレビアナウンサー
- 与良正男 - 元毎日新聞社論説副委員長、元早稲田大学客員教授
- 佐藤千矢子 - 元毎日新聞社論説副委員長
- 今田真人 - 元しんぶん赤旗記者

### 研究
- 青山誠子 - 英文学、青山学院大学名誉教授
- 阿部和俊 - 地理学、愛知教育大学名誉教授
- 安藤徹 - 平安朝文学、龍谷大学副学長
- 石黒英男 - 独文学、中央大学名誉教授
- 磯野正典 - 社会学、金城学院大学教授、情報文化学会学会賞
- 一柳廣孝 - 日本文学、横浜国立大学教授
- 伊藤喜栄 - 地理学、慶應義塾大学名誉教授
- 稲葉伸道 - 日本史、名古屋大学名誉教授
- 今泉容子 - 英文学、筑波大学名誉教授
- 梅村喬 - 日本史、大阪大学名誉教授、元歴史科学協議会代表理事
- 江村治樹 - 中国史、名古屋大学名誉教授
- 大津友美 - 言語学、東京外国語大学准教授
- 大矢雅彦 - 地理学、早稲田大学名誉教授、葛飾区郷土と天文の博物館名誉館長
- 加藤泰史 - 哲学、一橋大学名誉教授、元日本哲学会会長
- 河西秀哉 - 日本現代史、名古屋大学准教授
- 木下英夫 - 哲学、元横浜国立大学教授
- 木俣元一 - 西洋建築史、名古屋大学教授
- 木村晶子 - 英文学、早稲田大学教授、日本ギャスケル協会会長
- 金枓哲 - 地理学、岡山大学教授
- 金相美 - メディア研究、名古屋大学准教授
- 金龍静 - 日本史、西本願寺史料研究所副所長、円満寺住職
- 窪薗晴夫 - 言語学、国立国語研究所教授、日本言語学会会長
- 小池直人 - 哲学、名古屋大学准教授、元唯物論研究協会委員長
- 小林敏明 - 哲学、ライプツィヒ大学教授
- 小林ミナ - 教育学、早稲田大学教授、日本語教育学会副会長
- 佐伯有清 - 日本史、元成城大学教授、日本学士院賞
- 桜井好朗 - 日本史、椙山女学園大学名誉教授、芸術選奨文部大臣賞
- 笹本正治 - 日本史、元信州大学副学長、元長野県立歴史館館長
- 柴田正良 - 哲学、金沢大学教授
- 島岩 - 思想史、金沢大学教授
- 将積茂 - 哲学、元愛知教育大学学長
- 杉浦淳吉 - 心理学、慶應義塾大学教授
- 杉浦芳夫 - 地理学、首都大学東京教授
- 杉戸清樹 - 言語学、元国立国語研究所長、元日本語教育学会会長
- 鈴木智美 - 言語学、東京外国語大学教授
- 鈴木仁子 - 独文学、椙山女学園大学教授、レッシング翻訳賞
- 砂田徹 - 西洋史、北海道大学教授
- 宋協毅 - 日本語学、元大連大学副学長、元中国日本語教学研究会副会長
- 高木智見 - 史学、山口大学教授
- 田島毓堂 - 国語学、名古屋大学名誉教授
- 滝藤満義 - 日本近代文学、千葉大学名誉教授
- 立川武蔵 - 宗教学、国立民族学博物館名誉教授、紫綬褒章、中村元東方学術賞、アジア・太平洋賞特別賞
- 坪井秀人 - 日本文学、国際日本文化研究センター名誉教授、早稲田大学教授、鮎川信夫賞、やまなし文学賞
- 谷口富士夫 - 仏教学、名古屋女子大学教授、日本印度学仏教学会賞
- 谷謙二 - 地理学、埼玉大学教授、今昔マップやMANDARAの開発者、経済地理学会賞
- 所功 - 法制史、京都産業大学名誉教授、モラロジー研究所研究主幹、藝林会代表
- 中尾祐治 - 英語学、名古屋大学名誉教授
- 丹羽義信 - 英語学、名古屋大学名誉教授、元外国語教育メディア学会会長
- 野中健一 - 地理学、立教大学教授
- 羽賀祥二 - 日本史、名古屋大学名誉教授
- 長谷川まゆ帆 - 歴史人類学、東京大学教授
- 林上 - 地理学、名古屋大学名誉教授
- 東晋次 - 中国史、三重大学名誉教授
- 日野正輝 - 人文地理学、東北大学名誉教授、中国学園大学名誉教授
- 福田静夫 - 哲学、日本福祉大学名誉教授
- 福吉勝男 - 哲学、名古屋市立大学名誉教授
- 藤井康生 - 演劇学、大阪市立大学名誉教授
- 藤井隆 - 国文学、名古屋市立大学名誉教授
- 藤井知昭 - 音楽学、国立民族学博物館名誉教授、国立文化財機構アジア太平洋無形文化遺産研究センター所長
- 藤村道生 - 政治史、元上智大学教授
- 前田耕作 - アジア文化、和光大学名誉教授、アフガニスタン文化研究所所長、日本翻訳出版文化賞
- 松田清 - 文化教育学、京都大学名誉教授、新村出賞、高知出版学術賞
- 松塚俊三 - 英国史、福岡大学名誉教授
- 水野一晴 - 地理学、京都大学教授
- 水野さや - 仏教美術史、金沢美術工芸大学教授
- 溝口常俊 - 地理学、名古屋大学名誉教授
- 溝口雄三 - 中国史、東京大学名誉教授
- 南不二男 - 国語学、元国立国語研究所日本語教育センター長
- 宮治昭 - 美術史、名古屋大学名誉教授、元龍谷ミュージアム館長、国華特別賞、中日文化賞、中村元東方学術賞
- 村上公一 - 中国文学、早稲田大教授、早稲田実業学校長、元大隈記念早稲田佐賀学園理事長
- 村上学 - 国文学、元名古屋大教授
- 諸井克英 - 心理学、同志社女子大学教授
- 森雅秀 - 仏教美術、金沢大学教授、日本密教学会賞、密教学術奨励賞
- 森本英夫 - フランス語、大阪市立大学名誉教授
- 安田文吉 - 日本文学、南山大学名誉教授、田辺尚雄賞
- 山田昭廣 - 英文学、信州大学名誉教授、日本出版学会学会賞佳作賞、雄松堂書店ゲスナー賞銀賞
- やまだようこ - 心理学、京都大学名誉教授
- 山本直人 - 考古学、名古屋大学名誉教授
- 義井博 - 現代史、名古屋市立大学名誉教授、吉田茂賞
- 米倉綽 - 英語学、京都府立大学名誉教授
- 米村みゆき - 日本近代文学、専修大学教授、日本アニメーション学会副会長、日本児童文学学会奨励賞
- 若尾祐司 - 西洋史、元名古屋大学副総長
- 渡邉浩司 - 仏文学、中央大学教授、日本フランス語フランス文学会奨励賞、日本翻訳出版文化賞

### 文化
- 奥山景布子 - 小説家、新田次郎文学賞、オール讀物新人賞
- 司城志朗 - 小説家、サントリーミステリー大賞読者賞、角川小説賞、開高健賞奨励賞
- 久綱さざれ - 小説家、ムー伝奇ノベル大賞最優秀賞
- 辻真先 - 作家、脚本家、本格ミステリ大賞、日本推理作家協会賞、中日文化賞
- 山岡都 - 推理作家、創元推理短編賞
- 細溝洋子 - 歌人、歌壇賞、中日短歌大賞、角川短歌賞佳作
- 伊東祐吏 - 文芸評論家、群像新人文学賞優秀作
- 松沢あさか - 翻訳家、産経児童出版文化賞
- 浦山桐郎 - 映画監督、モスクワ国際映画祭銀賞、第13回ブルーリボン賞新人賞、日本映画監督協会新人賞
- 元松あかね - 女優

## 博士号取得者
- 天野政千代 - 英語学、名古屋大学名誉教授、元日本英語学会会長
- 西原和久 - 社会学、名古屋大学名誉教授